# (8145) Valujki
(8145) Valujki est un astéroïde de la ceinture principale.

## Description
(8145) Valujki est un astéroïde de la ceinture principale. Il fut découvert le 5 septembre 1983 à Naoutchnyï par Lioudmila Jouravliova. Il présente une orbite caractérisée par un demi-grand axe de 2,76 UA, une excentricité de 0,24 et une inclinaison de 8,8° par rapport à l'écliptique.

## Compléments